# Luigi Frappi
Luigi Frappi (Foligno, 4 agosto 1938) è un pittore italiano conosciuto per esser stato prima tra i partecipanti del movimento "Nuova maniera italiana" degli anni '80 e poi tra i gruppi  del "Revivalismo" dei primi 2000. Le sue opere sono state esposte in contesti nazionali ed internazionali come le Quadriennali di Roma, la XLIX Rassegna Internazionale d'Arte G.B. Salvi / Premio Salvi di Sassoferrato, la LIV Esposizione internazionale d'arte di Venezia ed il LIV Premio Michetti.

## Biografia

### Infanzia, studi e prime mostre
Luigi Frappi nasce a Foligno il 4 agosto 1938 dal padre Carlo che era un pittore originario di Castiglion Fiorentino e dalla madre Demetria Silvestri di Bevagna.
Diplomatosi all'Istituto d'Arte di Perugia, nel 1958 partecipò alla sua prima mostra collettiva che fu la III^ Mostra Nazionale d'Arte Giovanile, e nel 1963 le sue opere furono selezionato al Premio Marche di Ancona. Nello stesso anno iniziò l'insegnamento di Decorazione Pittorica e Mosaico presso l'Istituto d'Arte di Perugia.

### 1983-1990: Luigi Frappi e gli artisti de la "Nuova Maniera"
Dopo un lungo periodo di pausa dall'attività espositiva, Frappi partecipò ad una mostra presso la Basilica di San Francesco di Assisi nel 1984 e nel 1985 alcune sue opere vengono inserite nella mostra Attraverso lo specchio. Autoritratto in Umbria nell'Ottocento e nel Novecento curata da Antonio Carlo Ponti e Massimo Duranti. Furono questi gli anni in cui Luigi Frappi partecipò agli incontri alla Accademia di Belle Arti di Viterbo dove teorizzò, assieme ai pittori e scultori Anna Carboni, Salvino Bufalino, Pino Fochesato e Sergio Lera il movimento Nuova Maniera, volto principalmente a ristabilire il Mito come elemento fondante del fare arte. La "Nuova Maniera Italiana" emerse poi più esplicitamente con la sezione Arte come Storia dell'Arte della XI Quadriennale d'Arte di Roma tenutasi a Palazzo dei Congressi nel 1986. Furono di questi anni le prime mostre personali alla Galleria Russo di Roma (1983), a Palazzo dei Priori (1984) di Perugia o alla Galleria Romberg di Latina. Tra le mostre all'estero di questo periodo sono poi da ricordare la mostra Museo Parallelo, con esposizioni a Capodistria, Lubiana, Maribor, Sarajevo e la mostra Tredici artisti italiani tenutasi alla The Crescent Gallery di Dallas, che lo vedeva in compagnia di altri esponenti della "Nuova Maniera italiana" tra cui Bruno d'Arcevia. Ed ancora Frappi fu presente alla mostra del 1990 intitolata appunto Nuova Maniera curata da Giuseppe Gatt e svoltasi al Palazzo degli Alessandri di Viterbo, con lo scopo di delineare i percorsi di questo movimento italiano.

### Opere e mostre degli anni '90
Negli anni '90 Luigi Frappi ebbe un'ampia attività espositiva in gallerie private e musei pubblici, che culminò con le mostre personali Vedere (1992) tenutasi presso la Pinacoteca Comunale di Nocera Umbra, nella mostra al Centro di Lingua Italiana di Parigi (1997), e con la mostra presso la Pinacoteca Comunale "Orneore Metelli", che allora aveva sede a Palazzo Gazzoli. Furono invece del 1999 la partecipazione alla XIII Quadriennale d'Arte di Roma del 1999 e la partecipazione alla XLIX Rassegna Internazionale d'Arte G.B. Salvi / Premio Salvi di Sassoferrato.
Nel 1994, in occasione del restauro del Teatro Francesco Torti di Bevagna, viene commissionata a Luigi Frappi la realizzazione del sipario che andrà a sostituire quello precedentemente realizzato da Domenico Bruschi nel 1886. Frappi realizzerà in questo caso una raffigurazione del fiume Clitunno con cippo poetico e tempietto.

### 2000-in poi: Luigi Frappi ed il "Revivalismo"
Nel 2001 fondò assieme a Vittoria Scialoja e Bruno d'Arcevia il movimento dei “Revivalisti” presentando in anteprima il 16 dicembre 2001 con un'omonima mostra al Centro Culturale Una Arte di Fano e poi ufficialmente al MUMI - Museo F.P. Michetti di Francavilla al Mare il 16 maggio 2004 con l'adesione ed il supporto di Giuseppe Gatt. Nel 2003 alcune sue opere vengono incluse nel LIV Premio Michetti e nel 2004 nel XXXI Premio Sulmona.
Nel 2008 realizzò un nuovo sipario per il Teatro comunale di Montefalco (ex chiesa di San Filippo Neri).
Nel 2011 le opere di Frappi vennero inserite nel Padiglione Italia della LIV Esposizione internazionale d'arte di Venezia del 2011.
Tra il 2017 ed il 2018 ha realizzato i dipinti raffiguranti il Lago di Tiberiade nella cappella del fonte battesimale della Concattedrale di Lamezia Terme dedicata a San Benedetto e progettata dall'architetto Paolo Portoghesi, che fu poi inaugurata il 25 marzo del 2019.

## Mostre

### Mostre personali
- 1983 - Galleria Russo, Roma
- 1984 - Palazzo dei Priori, Perugia
- 1985 - Studio Fraticelli, Roma
- 1987 - Studio Miele, Ancona
- 1987 - Galleria Romberg, Latina
- 1987 - Galleria Apollodoro, Roma
- 1991 - Galleria il Bilico, Roma
- 1992 - Galleria Arts Nouveaux, Verona
- 1992 - Galleria Schubert, Milano
- 1992 - Pinacoteca Comunale, Nocera Umbra-Perugia
- 1992 - Show Room Mediarte, Hotel Cavalieri Hilton, Roma
- 1993 - Rinascente, Bari
- 1994 - Realizzazione del sipario del Teatro F. Torti, Bevagna
- 1994 - Teatro Argentina, Roma
- 1997 - Centro di Lingua Italiana, Parigi
- 1997 - Pinacoteca Comunale, Terni
- 1999 - Spazioimmagine, Foligno
- 2000 - Luce e Mistero, chiesa di Santa Maria Infraportas, Foligno
- 2001 - Villa Fidelia, Spello
- 2001 - “Spazioarte”, Perugia
- 2004 - Museo Michetti, Francavilla
- 2006 - Museo di S Francesco, Montefalco[17]
- 2008 - Realizzazione del Sipario del teatro San Filippo Neri  di Montefalco
- 2008 - Regione Marche: Comune di Matelica, Cagli, Fermo
- 2010 - Centro espositivo  CERP  Rocca Paolina di Perugia
- 2010 - Ex  Chiesa S.Maria Laurentia  Bevagna
- 2010 - Palazzo Domonici , Nocera Umbra

- 1958 - Mostra Nazionale d'Arte Giovanile, Roma
- 1958 - Mostra Giovani Artisti, Perugia
- 1958 - Premio Nazionale Perugia
- 1963 - Premio Marche, Ancona
- 1958 - Premio Terni
- 1980 - Sala delle Pietre, Todi
- 1984 - Basilica di San Francesco, Assisi
- 1985 - Attraverso lo specchio, Corciano
- 1986 - Arte Sacra in Umbria, Perugia
- 1986 - XI Quadriennale nazionale d'arte di Roma, Roma
- 1986 - Museo Parallelo, Capodistria, Lubiana, Maribor, Sarajevo
- 1987 - Lo studiolo di Francesco I dei Medici e il suo doppio, Galleria Apollodoro, Roma
- 1988 - Parola Italia, Galleria Apollodoro, Roma
- 1988 - Tredici artisti italiani, The Crescent Gallery, Dallas
- 1989 - Presenze, Avezzano
- 1990 - Nuova Maniera, Palazzo degli Alessandri, Viterbo
- 1990 - Premio Marche, Ancona
- 1991 - Expo Tokio
- 1992 - La Galleria più bella d'Italia, Fortezza da Basso, Firenze
- 1997 - Arte a Palazzo, Licenzo
- 1997 - Osservatorio 3, Torre San Patrizio
- 1998 - Arte in Fortezza, Nettuno
- 1998 - L'Europa era una dea, Palais Des Arts, Marseille
- 1998 - Viaggiatori sulla Flaminia, Bevagna
- 1999 - XIII Quadriennale nazionale d'arte di Roma, Roma
- 1999 - XLIX Rassegna Internazionale d'Arte Giambattista Salvi, Sassoferrato
- 2000 - Idillio. Per mari e per monti], Macerata
- 2000 - X Vergine d'oliva, Flash Art Museum, Trevi
- 2001 - Revivalisti, Centro Culturale Una Arte, Fano
- 2002 - Immagini Italiane, Bengasi
- 2002 - Miti e Riti, Corciano
- 2002 - In Chartis Mevaniae, Bevagna
- 2003 - Premio Michetti
- 2004 - XXXI Premio Sulmona
- 2007 - Terre di Maestri,  Villa Fideli,  Spello
- 2007 - Arte Italiana 1968
- 2007 - Palazzo Reale,  Milano.
- 2011 - Padiglione  Italia LIV Esposizione internazionale d'arte di Venezia
- 2012 - Tutti i colori dell'acqua, Terni.